# Hong Jeong-ho (handbollsspelare)
Hong Jeong-ho född den 6 maj 1974, är en sydkoreansk handbollsspelare.
Hon tog OS-brons i damernas turnering i samband med de olympiska handbollstävlingarna 2008 i Peking.